# عتبة الألم

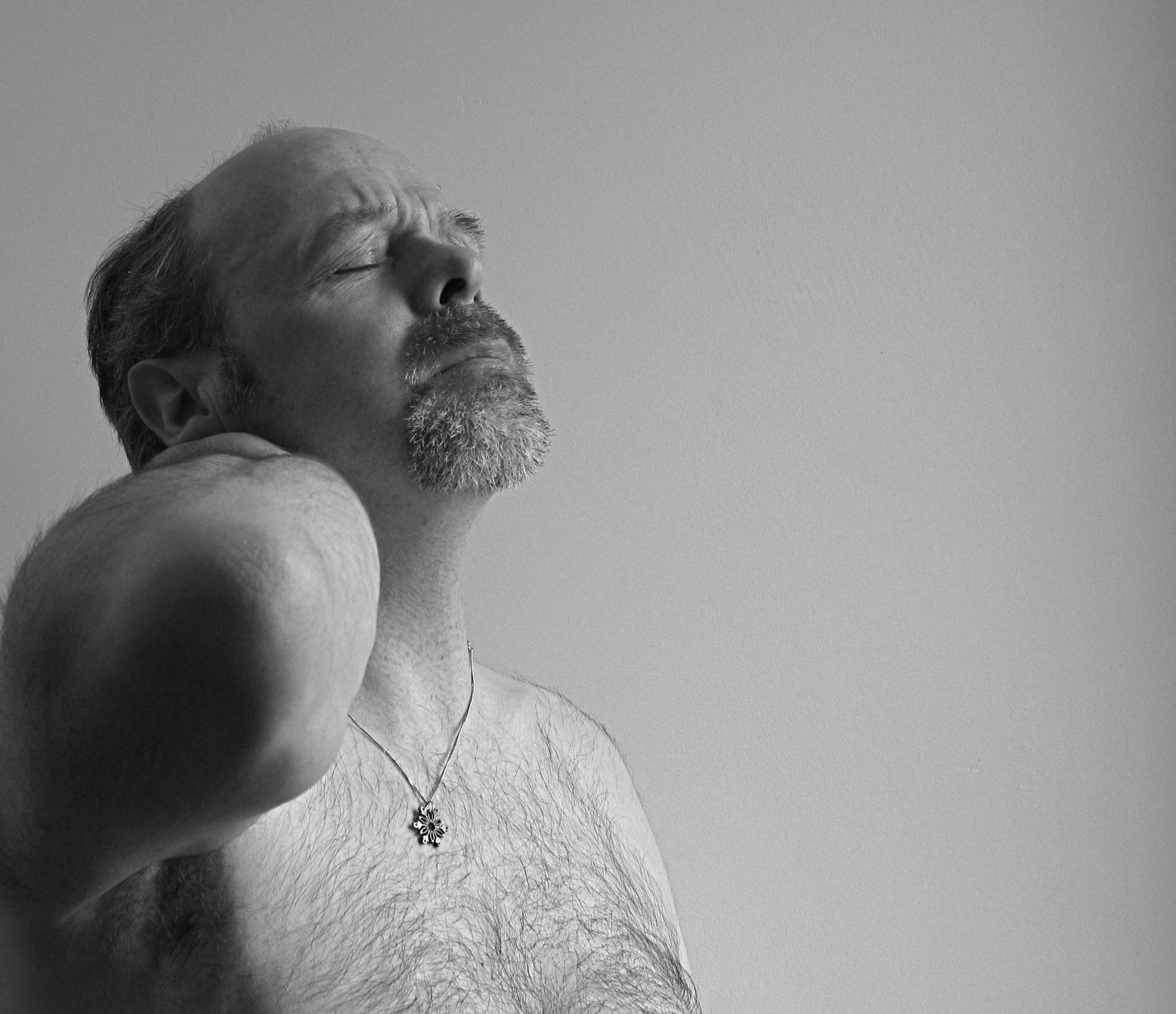

عتبة الألم (بالإنجليزية: Threshold of pain)‏ هي النقطة التي يبدأ عندها الشعور بالألم. يتم تعريف عتبة الألم بصفة عامة على أنها الحد الأدنى من شدة التحفيز الذي يمكنه إثار الإحساس بالألم. عتبة الألم هي في الواقع ظاهرة ذاتية تماما. يجب التمييز هنا بين التحفيز (شيء خارجي يمكن قياسه مباشرة، بواسطة مقياس الحرارة مثلا) وإدراك الألم الداخلي لشخص أو حيوان (وهو أمر داخلي ذاتي يمكن قياسه أحيانا بشكل غير مباشر، كما هو الحال في مقياس النظير البصري). يمكن لشدة الحافز التي يبدأ على إثرها الشعور بالألم أن تختلف من فرد لآخر، أو عند نفس الفرد مع مرور الزمن.

## عتبة الألم الحراري
تسمى درجة الحرارة التي تصبح فيها الحرارة مؤلمة بالنسبة لشخص معين في وقت معين باسم عتبة الألم الحراري. أظهرت إحدى الدراسات أن عتبة الألم الحراري كانت أعلى عند الأشخاص الذين تعرضو للألم صباحا مقارنة بأولئك الذين تعرضو له مساء.

## عتبة الألم السمعي
تسمى نقطة الضغط الذي يصبح فيها الصوت مؤلما بالنسبة مستمع معين في وقت معين باسم ضغط عتبة الألم. يختلف ضغط العتبة بالنسبة للصوت باختلاف تردد هذا الأخير وعمر المستمع له. تحت عتبة الألم، هناك
عادة ما تسمى باسم عتبة الانزعاج. يكون لدى الأشخاص الذين تعرضوا للمزيد من الضوضاء أو الموسيقى في العادة عتبة ضغط أعلى. يمكن أن يؤدي تحول الحد أيضا إلى اختلاف في ضغط العتبة. يمكن للتعرض المطول للصوت عند المستويات التي تثير الألم إلى ضرر مادي، قد يؤدي في نهاية المطاف إلى الصمم. يشير الحجم في علم الصوت إلى الجهارة. وهو مصطلح شائع لوصف سعة الصوت أو مستوى ضغط الصوت. هناك قيم مختلفة لمستويات ضغط الصوت وصغط عتبة الألم، حيث تتراوح بين مستوى صوت يبلغ 120 ديسيبل إلى 140 ديسيبل وضغط صوت يتراوح بين 20 باسكال و 200 باسكال كعتبة ألم:
| Threshold of Pain | Threshold of Pain | Threshold of Pain |
| ----------------- | ----------------- | ----------------- |
| مستوى ضغط الصوت   | ضغط الصوت         |                   |
| 120 dBSPL         | 20 Pa             |                   |
| 130 dBSPL         | 63 Pa             |                   |
| 134 dBSPL         | 100 Pa            |                   |
| 137.5 dBSPL       | 150 Pa            |                   |
| 140 dBSPL         | 200 Pa            |                   |

## عتبة الألم الميكانيكي
تنشيط مستقبلات الألم الميكانيكية المعزولة في نهايات الألياف العصبية Aδ (التي يتم تنشيطها أيضا من قبل المحفزات الحرارية) بواسطة قوة لا تقل عن 10 ميلي نيوتن (العتبة). لتحفيز مستقبلات الألم الميكانيكية في نهايات الألياف العصبية C المعزولة (نفسها التي يتم تنشيطها أيضا بواسطة المحفزات الحرارية)، يجب تبيق شدة تحفيز لا تقل عن 24 ميلي نيوتن. ترتفع عتبة ألم الضغط عند الشخص المصاب ببعض الأمراض العصبية (اعتلال الأعصاب في القدمين على سبيل المثال)، يرجع ذلك إلى الإعاقة التي تلحق بنهايات الألياف العصبية Aδ و C على مسى القدمين. نتيجة للزيادة المرضية لعتبة الألم المتعلقة بالضغط
يصبح الشخص غير قادر على إدراكها الآفات الجلدية والجروح المرتبطة بالضغط في الوقت المناسب.